# Lamothe (Landes)
Lamothe (okzitanisch: La Mòta) ist eine französische Gemeinde mit 305 Einwohnern (Stand: 1. Januar 2022) im Département Landes in der Region Nouvelle-Aquitaine. Sie gehört zum Arrondissement Dax und zum Kanton Pays Morcenais Tarusate. 

## Geographie
Die Gemeinde Lamothe liegt am Südrand der Landes de Gascogne, dem größten Waldgebiet Westeuropas, 22 Kilometer südwestlich von Mont-de-Marsan und etwa 33 Kilometer ostnordöstlich von Dax. Umgeben wird Lamothe von den Nachbargemeinden Le Leuy im Norden, Cauna im Osten und Süden sowie Souprosse im Westen.

## Bevölkerungsentwicklung
| Jahr                       | 1962 | 1968 | 1975 | 1982 | 1990 | 1999 | 2006 | 2013 | 2021 |
| -------------------------- | ---- | ---- | ---- | ---- | ---- | ---- | ---- | ---- | ---- |
| Einwohner                  | 241  | 274  | 288  | 299  | 367  | 316  | 295  | 324  | 302  |
| Quellen: Cassini und INSEE |      |      |      |      |      |      |      |      |      |

## Sehenswürdigkeiten
- Kirche Saint-Hippolyte